# Corniglio
Corniglio – miejscowość i gmina we Włoszech, w regionie Emilia-Romania, w prowincji Parma.
Według danych na rok 2004 gminę zamieszkiwało 2315 osób, 13,9 os./km².